# Campeonato Europeu de Atletismo em Pista Coberta de 2019 - Arremesso de peso feminino
A prova do arremesso de peso feminino do Campeonato Europeu de Atletismo em Pista Coberta de 2019 foi disputada entre os dias  1 e 3 de março de 2019 na Emirates Arena, em Glasgow, no Reino Unido. 

## Recordes
Antes desta competição, os recordes mundiais e do campeonato nesta prova eram os seguintes:
|                       | Nome               | Nacionalidade   | Distância | Local         | Data                    |
| --------------------- | ------------------ | --------------- | --------- | ------------- | ----------------------- |
| Recorde mundial       | Helena Fibingerová | Tchecoslováquia | 22m 50cm  | Jablonec      | 19 de fevereiro de 1977 |
| Recorde do campeonato | Helena Fibingerová | Tchecoslováquia | 21m 46cm  | San Sebastián | 13 de março de 1977     |
| Recorde europeu       | Helena Fibingerová | Tchecoslováquia | 22m 50cm  | Jablonec      | 19 de fevereiro de 1977 |

## Medalhistas
| Ouro                       | Prata                     | Bronze             |
| Radoslava Mavrodieva (BUL) | Christina Schwanitz (GER) | Anita Márton (HUN) |

## Cronograma
Todos os horários são locais (UTC+0).
| Data       | Hora  | Evento       |
| ---------- | ----- | ------------ |
| 1 de março | 19:02 | Qualificação |
| 3 de março | 12:20 | Final        |

## Resultados

### Qualificação
Qualificação: 18,20 m (Q) ou os 8 melhores qualificados (q).
| Posição | Atleta               | Nacionalidade | #1    | #2    | #3    | Resultados | Notas                |
| ------- | -------------------- | ------------- | ----- | ----- | ----- | ---------- | -------------------- |
| 1       | Christina Schwanitz  | Alemanha      | 19.09 |       |       | 19.09      | Q                    |
| 2       | Radoslava Mavrodieva | Bulgária      | 18.85 |       |       | 18.85      | Q                    |
| 3       | Aliona Dubitskaya    | Bielorrússia  | 18.17 | 18.68 |       | 18.68      | Q                    |
| 4       | Klaudia Kardasz      | Polónia       | 17.35 | 17.13 | 18.63 | 18.63      | Q,                   |
| 5       | Sara Gambetta        | Alemanha      | 18.17 | x     | 16.93 | 18.17      | q,                   |
| 6       | Alina Kenzel         | Alemanha      | 17.63 | 18.09 | x     | 18.09      | q,                   |
| 7       | Anita Márton         | Hungria       | 18.05 | 17.79 | x     | 18.05      | q                    |
| 8       | Fanny Roos           | Suécia        | 17.79 | x     | 17.60 | 17.79      | q                    |
| 9       | Dimitriana Surdu     | Moldávia      | 17.19 | 17.65 | x     | 17.65      |                      |
| 10      | Sophie McKinna       | Grã-Bretanha  | 16.85 | 17.09 | 17.18 | 17.18      |                      |
| 11      | Viktoryia Kolb       | Bielorrússia  | 16.93 | 17.11 | 16.88 | 17.11      |                      |
| 12      | Alena Abramchuk      | Bielorrússia  | 16.92 | x     | x     | 16.92      |                      |
| 13      | Olga Golodna         | Ucrânia       | 16.07 | 15.83 | 16.91 | 16.91      | Recorde da temporada |
| 14      | Amelia Strickler     | Grã-Bretanha  | x     | 16.81 | 16.26 | 16.81      |                      |
| 15      | Emel Dereli          | Turquia       | 16.79 | x     | x     | 16.79      |                      |
| 16      | Frida Åkerström      | Suécia        | 16.52 | x     | 15.81 | 16.52      |                      |
| 17      | Úrsula Ruiz          | Espanha       | x     | 16.34 | 16.41 | 16.41      |                      |

### Final
A final aconteceu às 12:20 no dia 3 de março de 2019. 
| Posição           | Atleta               | Nacionalidade | #1    | #2    | #3    | #4    | #5    | #6    | Resultados | Notas                |
| ----------------- | -------------------- | ------------- | ----- | ----- | ----- | ----- | ----- | ----- | ---------- | -------------------- |
| Medalha de ouro   | Radoslava Mavrodieva | Bulgária      | 18.74 | 18.49 | 18.60 | 19.01 | 19.12 | 18.96 | 19.12      | Recorde pessoal      |
| Medalha de prata  | Christina Schwanitz  | Alemanha      | 18.77 | 18.67 | 19.11 | x     | x     | 18.83 | 19.11      |                      |
| Medalha de bronze | Anita Márton         | Hungria       | 18.37 | 18.25 | 19.00 | 18.68 | 18.45 | 18.61 | 19.00      | Recorde da temporada |
| 4                 | Aliona Dubitskaya    | Bielorrússia  | 17.61 | 18.44 | 18.01 | 18.71 | 18.43 | 17.97 | 18.71      |                      |
| 5                 | Klaudia Kardasz      | Polónia       | 18.17 | 18.23 | 17.89 | 18.20 | 17.75 | x     | 18.23      |                      |
| 6                 | Fanny Roos           | Suécia        | 18.21 | 18.10 | x     | x     | x     | 17.64 | 18.21      |                      |
| 7                 | Sara Gambetta        | Alemanha      | 17.60 | x     | 17.51 | x     | x     | x     | 17.60      |                      |
| 8                 | Alina Kenzel         | Alemanha      | 17.55 | 17.35 | x     | x     | x     | x     | 17.55      |                      |

Legenda
| Recorde mundial       | Recorde mundial (World record)               |                       | Recorde africano                      | Recorde africano (African) |                                           | Q | Classificado por posição (Qualified) |
| Recorde do campeonato | Recorde do campeonato (Championship record)  | Recorde da América    | Recorde da América (Americas)         | q                          | Classificado por melhor tempo (Qualified) |   |                                      |
| Melhor marca do ano   | Melhor marca do ano (World leading)          | Recorde asiático      | Recorde asiático (Asian)              | DNS                        | Não largou (Did not start)                |   |                                      |
| Recorde nacional      | Recorde nacional (National record)           | Recorde europeu       | Recorde europeu (European)            | DNF                        | Não terminou (Did not finish)             |   |                                      |
| Recorde pessoal       | Recorde pessoal do atleta (Personal best)    | Recorde da Oceania    | Recorde da Oceania (Oceania)          | DSQ / DQ                   | Desclassificado (Disqualified)            |   |                                      |
| Recorde da temporada  | Recorde da temporada do atleta (Season best) | Recorde sul-americano | Recorde sul-americano (South America) | NM                         | Sem marca (No mark)                       |   |                                      |